# Andre Dirrell
Andre Dirrell (Flint, 7 settembre 1983) è un pugile statunitense.
Soprannominato "The Matrix" o "The Resurrected", ha vinto la medaglia di bronzo ai Giochi Olimpici di Atene 2004.

## Carriera
Dirrell compie il suo debutto da professionista il 27 gennaio 2005, sconfiggendo il connazionale Carlos Jones per KO tecnico alla quarta ripresa.

### Il Super Six World Boxing Classic
Nel 2009 diviene uno dei sei partecipanti al Super Six World Boxing Classic, un torneo pugilistico organizzato dalla rete televisiva Showtime: assieme a Dirrell vi sono inclusi Arthur Abraham, Andre Ward, Carl Froch, Mikkel Kessler e Jermain Taylor.

### Dopo il Super Six
Il 23 maggio 2015 affronta il britannico James DeGale all'Agganis Arena di Boston, in un match valevole per il titolo vacante IBF dei supermedi. La battaglia fra i due ex olimpionici si rivela molto tecnica, con Dirrell che subisce due atterramenti nel corso della seconda ripresa. Lo statunitense riesce comunque a rimontare e a portare l'avversario sulla distanza, mettendolo in difficoltà in diverse occasioni. DeGale si affida invece alla sua boxe elusiva. La contesa termina ai punti dopo dodici riprese. Dirrell sarà condizionato dai due knockdown subiti, in quanto esce sconfitto dal match via decisione unanime: 114-112, 114-112 e 117-109.